# Rathaus Salzburg

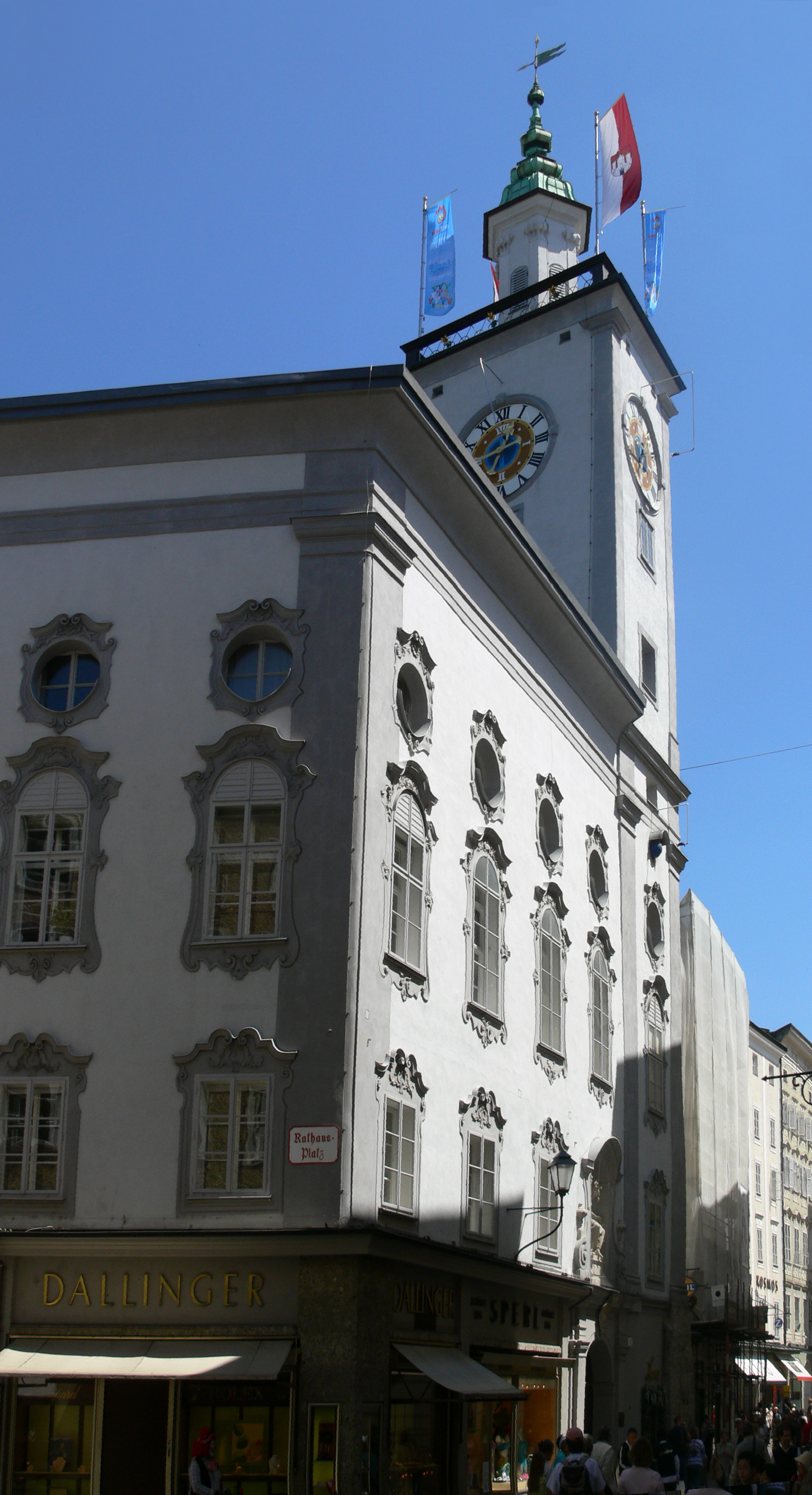
Rathaus mit Turm

Das Rathaus Salzburg stammt aus dem 14. Jahrhundert. Es ist ein Patrizierhaus mit einer Rokokofassade und einem kleinen Turm. Es steht unter Denkmalschutz.

## Geschichte
Im Jahr 1407 erwarb die Stadt Salzburg das Areal des heutigen Rathauses von der Patrizierfamilie Keuzl mit dem sogenannten Keuzlturm aus dem 12. Jahrhundert. Der quadratische Turm war Teil der ersten Stadtmauer, hatte aber seine Wehrfunktion bereits verloren. Die Konstruktion zu dem sechseckigen Aufbau mit Glockenstuhl stammt, wie auch eine Glocke, aus dem 14. Jahrhundert.
Das Rathaus wurde 1510 bis 1523 ausgebaut. Die heutige Gestalt geht im Wesentlichen auf den vollständigen Umbau 1616/18 unter Bürgermeister Kaspar Haan zurück. Zwischen 1772 und 1775 erhielt das Rathaus seine heutige Rokoko-Fassade. Gerechtigkeitsbilder im Sitzungssaal von Paul Troger (1749). Bis 1947 blieb das Rathaus Sitz des Bürgermeisters. Heute wird das Erdgeschoß von Geschäften, die übrigen Geschoße von Magistratsabteilungen genutzt.

### Sanierung 2011/2012
In den Jahren 2011 bis 2012 wurde das Gebäude unter der Leitung der Architekten Max Rieder und Erich Wagner mit Baukosten von 3,6 Millionen Euro generalsaniert.
Rieder und Wagner erhielten bei dem im Jahr 2010 durchgeführten, geladenen Wettbewerb für ihren Entwurf den ersten Preis. Mittels Erweiterung, Freilegung und Durchbruch wurde ein lichtdurchflutetes Entrée für den Gemeinderat geschaffen. Hauptelemente des Konzeptes sind die offene Treppenskulptur, das Dach-Atrium und die offene Passage zur Salzach hin, deren Bodenbelag Bezug auf die historisch verwendeten Salzachkieselsteine nimmt.

## Architektur
Neben grundlegenden Umbaumaßnahmen und der Sicherstellung der Barrierefreiheit wurde ein Durchgang zwischen Rudolfskai, Kranzlmarkt und Getreidegasse geschaffen, dessen Zentrum ein gläsern überdachter Innenhof mit expressiv gestalteter Treppenhausskulptur bildet. Eine besondere Herausforderung stellte die Verbindung zeitgenössischer Architektur und denkmalgeschützter, historischer Bausubstanz inmitten der Schutzzone der Salzburger Altstadt dar. Unter anderem wurde im Kellergeschoß der bisher älteste, aus dem 12. Jahrhundert stammende Pflasterboden Salzburgs freigelegt. 1407 wurde das Gebäude von der Stadtgemeinde erworben und dann unter Erzbischof Markus Sittikus 1616 bis 1618 vollständig umgebaut, die heutige Rokokofassade wurde 1772 hergestellt. Bekanntester Gebäudeteil ist die Säulenhalle des Rathauses: eine zweischiffige und fünfjochige Halle mit flachen Kreuzgratgewölben auf toskanischen Säulen und Pilastern.